# 河南广播电视台交通广播
河南交通广播（FM104.1MHz）隶属于河南广播电视台，是河南省唯一24小时连续播放交通信息及新闻的专业调频广播，覆盖河南全省及周边省市，覆盖人口超过2亿人。